# Лорен (Квебек)
Лорен (фр. Lorraine) је град у Канади у покрајини Квебек. Према резултатима пописа 2011. у граду је живело 9.479 становника.

## Становништво
Према резултатима пописа становништва из 2011. у граду је живело 9.479 становника, што је за 1,4% мање у односу на попис из 2006. када је регистровано 9.613 житеља.
| 2006. | 2011. |
| ----- | ----- |
| 9.613 | 9.479 |